# Protein Sciences
Protein Sciences Corporation är ett läkemedelsföretag från Connecticut i USA. Företaget utvecklar och säljer vaccin, bland annat mot influensa. Protein Sciences är ett av ett fåtal företag som utvecklar rekombinant vaccin som produceras i insektsceller med hjälp av genetiskt modifierade bakulovirus. 